# Septum transversum
Het septum transversum is een vlies dat bij mensen in het embryonale stadium tijdens de derde week na bevruchting de borstholte van de buikholte scheidt. Bij onder andere vissen blijft het in die vorm aanwezig.
Het septum transversum zakt in de vierde week naar beneden en vormt daarna het middenrif samen met de pleuroperitoneale membranen, het mesenterium dorsale van de oesofagus en de wanden van de lichaamsholten.